# 여권

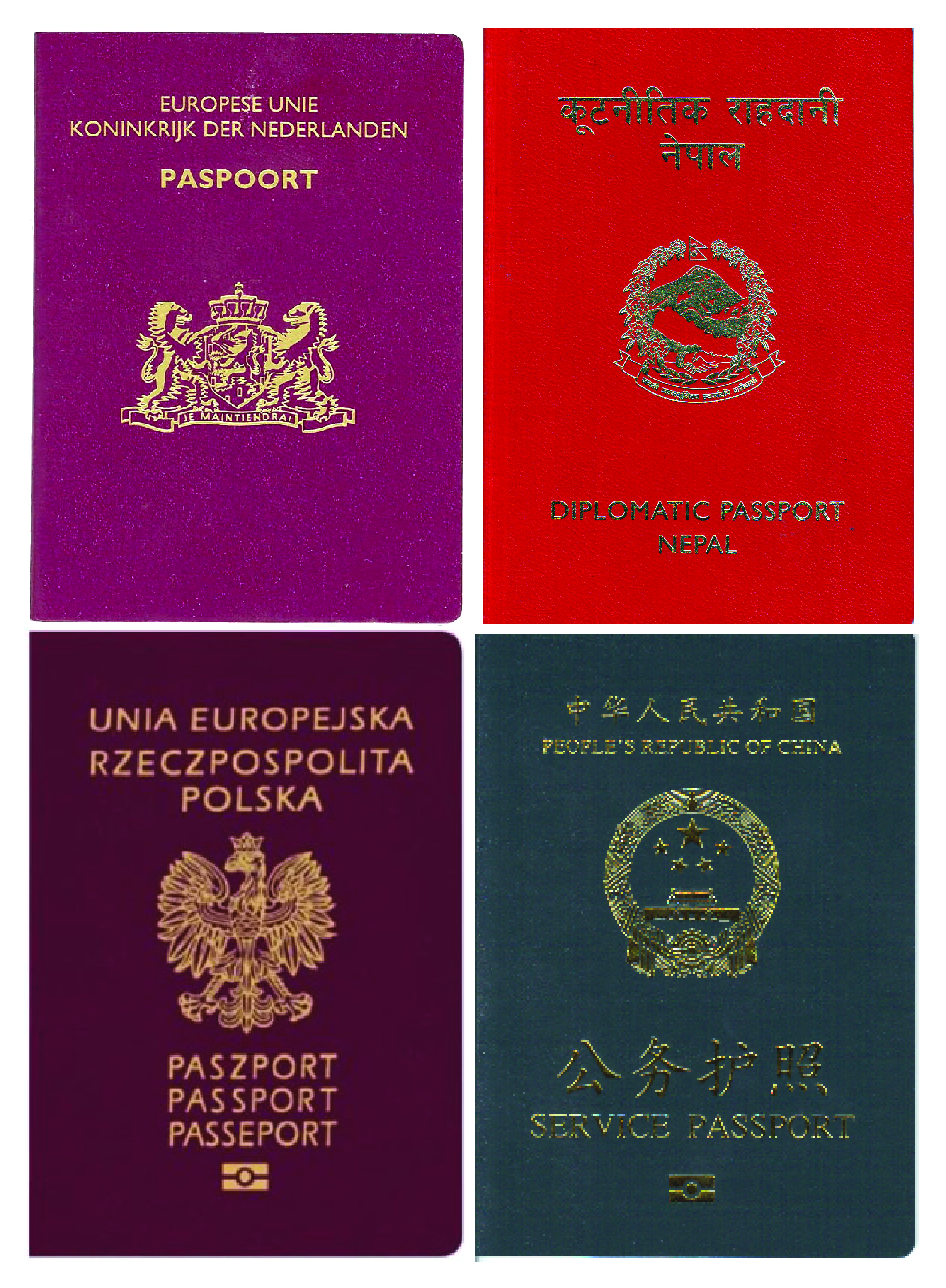
네덜란드 일반 여권, 네팔 외교관 여권, 폴란드 일반 여권, 중화인민공화국 공무 여권

여권(旅券, 문화어: 려권, 영어: passport)은 해외 여행을 하는 사람을 위해 정부기관에서 발행하는 공식 신분증명서로, 소지한 사람의 사진과 서명, 법적이름, 생년월일, 국적, 여권 번호, 발행일 등이 기록되어 있어, 가장 대표적인 여행증명서이다.
여권은 다른 나라의 입국을 인정하지 않으며, 자칫 잘못 간수하여 분실을 하거나 도난을 당하게 되면 영락없이 국제미아 신세가 되고 만다. 
또한, 그 나라에 머무르는 동안 영사의 보호나 다른 권리를 보장받기 위해서는 각 상황에 맞는 특별 조약이 있어야 한다. 
다만, 여권은 일반적으로 여권을 소지한 사람이 그 여권을 발행한 나라로 되돌아갈 수 있는 권리를 부여한다. 
여권을 소지한 사람이 영사의 보호를 받을 권리는 국제조약과 여권 발행국의 법에 정해진 바에 따라 발생한다.

## 여권의 역사

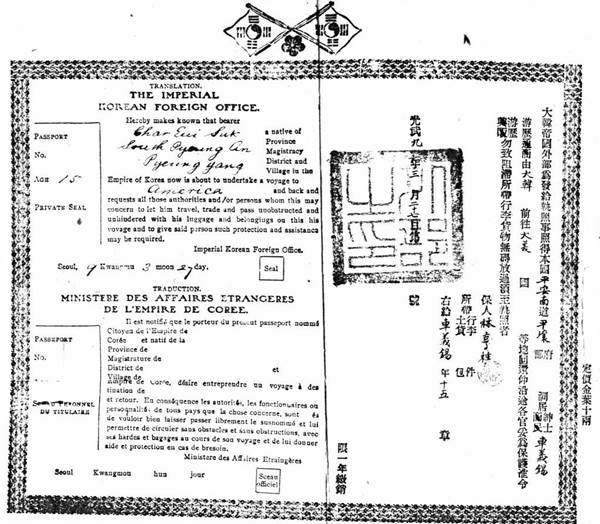
대한제국 여권

여권의 뿌리는 고대 이집트 시대로 거슬러 올라간다. 기원전 14세기 문서로 추정되는 ‘아마르나 문서’에는 미탄니의 왕이 칙사를 이집트에 보내면서 손에 쥐여 준 편지가 포함됐다. “아무도 무슨 이유에서든 그(문서 소지자)에게 손을 대지 말라”는 내용이 핵심이다. 이는 “문서 소지자에게 발급 군주(국가)의 영토를 지나가는 과정에서 안전한 통행을 제공하는 근대 여권의 전조”이다.
중국의 한나라 때도 ‘전(傳)’으로 불리는 통행증이 있었다. 주목할 만한 것은 ‘전’에는 이름과 출신지, 직위는 물론 신체 특징까지 소지자 신원을 확인할 수 있는 정보가 담겨 있다. 국경을 넘는 소지자의 이동을 추적하고 통제하려는 의도가 담겼다.
여권에 대한 가장 오래된 기록 가운데 하나는 타나크(구약)다. 느헤미야기 2장 7절에서 9절의 기사에는 기원전 450년 경 페르시아 제국 시기 아르타세르세스 1세의 신하였던 느헤미야가 유대로 여행하겠다고 청하자, 왕이 "강을 넘어서도 효력을 발휘하는" 문서를 작성하여 주었다는 내용이 적혀 있다.
중세 아랍 제국에선 세금을 납부했음을 증명하는 영수증인 "바라아"가 여권을 대신했다. 당시 아랍 제국에서는 시민만 세금을 냈기 때문이다. 무슬림은 자카트를 납부했고 딤미는 지즈야를 납부했다. 따라서 바라아를 지니고 있다는 것은 곧 아랍 제국의 시민임을 뜻했고 여권의 역할을 했다. 몽골 제국에서도 여행자의 안전을 보장하는 패를 발급했다. 마르코 폴로는 몽골의 대칸이 하사한 패자(牌子) 덕분에 안전과 통행 편의를 제공받았다.
중세 유럽에선 항구나 도시의 성문을 통과할 때 신분 증명서를 요구받았고, 거기엔 소지자가 여행한 도시나 항구들 목록이 적혀있었다. 자국 시민이 외국을 여행하는 동안 안전을 위해 국가가 신분을 증명하는 근대적 의미의 여권을 처음으로 시행한 사람은 잉글랜드의 헨리 5세이다. 이어서 엘리자베스 1세는 공무에만 발급하던 통행 허가서의 발행 범위를 문화적·교육적 견문을 넓히려고 유럽 대륙으로 떠나는 사람까지 확대했다. 그랜드투어는 이로써 가능해졌다.
근대 이후 여권은 점차 통제와 감시의 역할이 강화된다. 프랑스 혁명 이후 여권은 정치적 망명자나 혁명 세력의 이동을 감시하는 수단이 됐다.
  

19세기 중반 유럽에서 기차 여행이 시작되자 이전에 비해 너무 많은 사람들이 빠른 속도로 수많은 국경을 지나가는 일이 빈번해지자 국가마다 서로 다른 이전의 여권법으론 도저히 감당할 수 없는 지경에 이르렀고, 유럽은 보편화된 여권법을 마련했다.

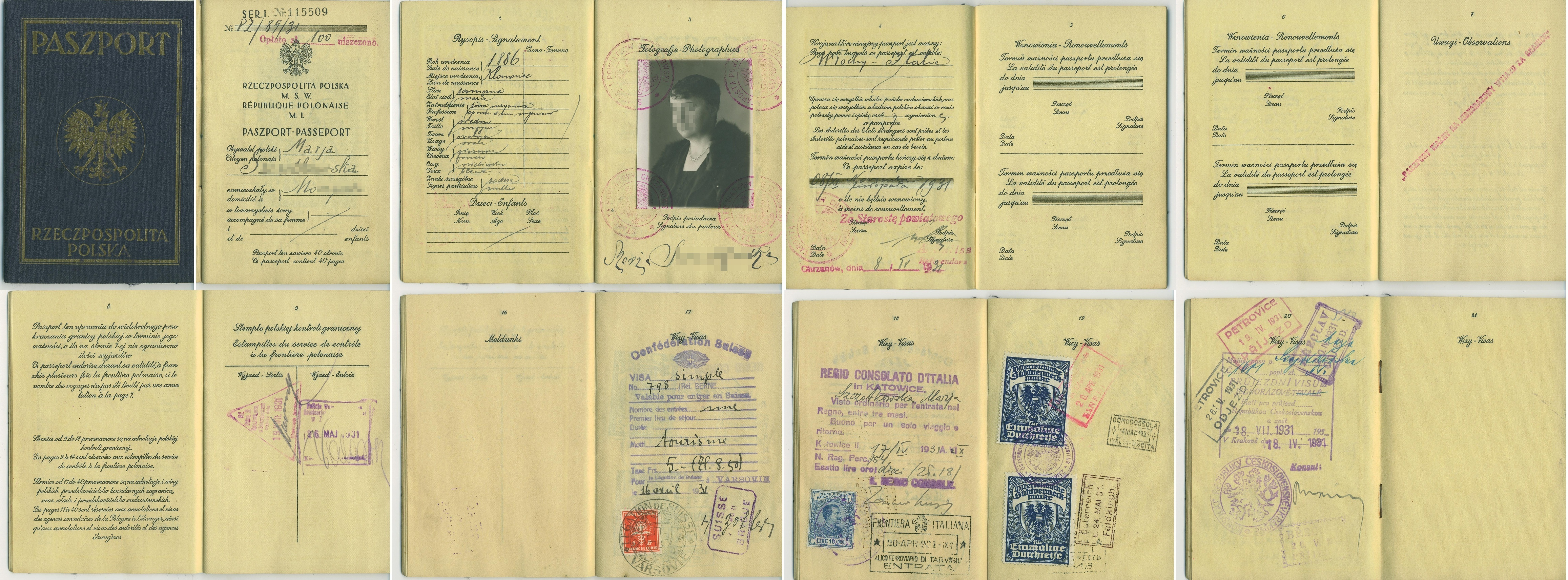
1931년 옛 폴란드의 여권

제1차 세계대전 기간 동안 유럽의 각국은 보안상의 이유와 인력의 관리를 위해 국경 통제를 강화하면서 출입국 심사 절차를 만들었다. 이는 표준 절차가 되어 전쟁 이후에도 유지됐다. 1920년 국제 연맹은 여권의 발급 표준에 대한 회원국의 총의를 이끌어 내었다. 이 여권 표준은 1926년 개정되었다.
1921년 북극 탐험가 출신의 인도주의자 프리티오프 난센은 러시아 혁명과 전쟁 등 여러 이유로 반드시 피신해야 할 사람들을 도와줄 초국가적 여권을 제안했다. ‘난센 여권’으로 불리는 이 증명서는 많은 무국적자·추방자·난민에게 구명줄 역할을 했다. 그 공로로 난센은 1922년 노벨평화상을 받았다.
이전까지는 여권의 신상 기록에  신체 특징을 글로 묘사한 것이 전부였는데, 이 무렵 여권에 사진이 포함되기 시작했다. 영국의 경우, 베를린 주재 미국 대사관에서 훔친 미국 여권을 이용해 영국으로 건너간 독일 스파이를 체포한 후 모든 여권 사진에 사진을 의무화했다. 사진은 여권을 더욱 강력한 국가 감시와 통제의 도구로 만들었다.
1920년대 영국인들은 여권에 사진과 신체 특징을 표기하는 것을 "비인간적 처사"로 여겨 반발했다. 많은 예술가와 지식인들도 개인의 자유를 규제하는 여권의 등장에 분개했다. 오스트리아의 유대인 작가 슈테판 츠바이크는 1942년에 나온 회고록 ‘어제의 세계’에서 “지금은 모두를 병적으로 의심하는 까닭에 철조망 장벽으로 바꿔 놓고, 세관원, 경찰과 민병대를 배치해 둔 국경선도 그 당시에는 그저 상징적 선에 불과해서, 마치 그리니치 자오선을 지나갈 때처럼 별 생각 없이 지나갈 수 있었다”고 회상하고 “한때는 범죄자를 떠올렸을 때에만 상상할 수 있었던 굴욕이 이제는 여행 이전과 도중에 여행자에게도 부과된다”고 썼다.
여권 속 사진은 때때로 당대 유명인의 삶에 대한 문화적 사료 역할을 하기도 한다. 블라디미르 레닌은 1917년 2월 혁명 이후 공산당 지도자에 대한 탄압을 피하기 위해 러시아 탈출 계획을 세운다. 이때 필요한 가짜 여권을 만들기 위해 특유의 민머리를 가발로 가리고, 턱수염을 밀고 여권 사진을 찍었다. 1차 세계 대전 발발 후 1915년 발급된 영국 소설가 제임스 조이스의 여권을 보면 가족사진도 함께 붙어 있다. 조이스의 여권 첫 칸에는 “기혼 여성은 남편이 속한 국가의 국민으로 간주한다”고 규정돼 있다. 당시 여성이 자기 여권을 갖는 것은 극히 이례적이었고, 특히 기혼 여성은 어떤 경우든 남편 없이 여권을 사용할 수 없었다.
히틀러의 광기에 쫓겨 프랑스에 피신했던 수많은 유대인들은 나치 괴뢰 정부인 ‘비시 프랑스’ 정권이 들어서면서 오도 가도 못하는 처지에 놓였다. 당시 ‘미국의 쉰들러’라고 불리던 언론인 배리언 프라이는 ‘저명한 유대인’ 구출 작전에 나선다. 유대인 사상가 한나 아렌트는 애초 프라이의 구출 명단에는 없었지만 ‘언젠가 유명해질 여자’라는 점이 인정돼 간신히 뉴욕행 여객선에 탈 수 있었다. 아렌트는 미국에 도착한 지 10년 뒤 ‘전체주의의 기원’이라는 책에서 무국적자는 ‘권리를 가질 권리’조차 부정당한 존재로 정의한다. 반면 독일 문예비평가 발터 벤야민은 당시에는 ‘유명하지 않았던’ 이유로 프라이의 도움을 받을 수 없었다. 프랑스 출국 비자가 없었던 벤야민은 미국 망명을 위해 피레네산맥을 넘어 스페인에 도착하지만 끝내 미국행의 꿈이 무산되자 48세의 나이에 스스로 생을 접고 말았다.
1963년 유엔은 새로운 여권 발급 표준에 대해 토의했으나 총의를 도출하는 데 실패했다. 그 후 1980년에 이르러 국제민간항공기구가 지원하는 가운데 새로운 여권 발급 표준에 대한 총의가 형성됐다. 
국제 법률회사 헨리파트너스와 국제항공운송협회(IATA)는 매년 전 세계 199국의 무비자 협정 체결 현황을 분석해 그 나라 여권의 힘을 가늠할 수 있는 ‘헨리 여권 지수’를 발표한다. ‘좋은’ 여권은 해외여행의 문을 활짝 열어주고 자유로운 이동과 규제 없는 기회를 제공한다. 그러나 ‘나쁜’ 여권은 소지자를 가둬 버려 더 넓은 세계 대부분에서 환영받지 못하는, 바람직하지 않은 국가 공동체의 재소자로 만든다.

## 도안 및 서식

### 국제 민간 항공 기구 표준
국제 민간 항공 기구(ICAO: International Civil Aviation Organization)가 각국 정부에게 권고하는 여권 표준을 공표한다. 여권 책자의 크기는 보통 ISO/IEC 7810 ID-3 표준을 따르는데, 125 × 88 mm (4.921 × 3.465 in)의 B7 크기로 명시한다.

### 공통 도안
대부분 나라들의 여권 책자는 앞 표지에 발행국의 문장(Coat of Arms)을 표시한다.
국제 연합은 나라별 문장 기록을 보유하고 있지만, 문장을 나타내는 것이 국제적으로 인정되는 여권의 요구사항은 아니다.

### 언어
1920년에 국제 연맹에서 개최된 국제 회의에서 여권을 프랑스어로 발행하도록 권고하였다. 현재는, 국제 민간 항공 기구에서 영어와 프랑스어, 또는 발행국 언어와 영어 또는 프랑스어 중 하나의 언어로 발행하도록 권고한다. 많은 유럽 국가들은 영어 및 프랑스어와 함께 자국 언어를 사용한다.

### 출입국 도장
출입국 관리를 위해서, 많은 나라의 관계 당국은 입국 및 출국 도장을 사용한다. 나라에 따라, 도장은 다른 목적으로 이용되는 도움을 준다. 예를 들어, 영국에서는, 여권의 출입국 도장이 입국 통제 대상자에게 주어지는 공식적인 입국 허가(Leave to Enter) 의미를 포함하고 있다. 다른 나라에서는, 출입국 도장이 여권 소지자의 입국 절차상 계속적인 허가를 활성화하거나 유효함을 인정한다.
어떤 나라들은 위조 방지를 위한 안전장치가 포함된 스티커를 사용하지만, 비자는 흔히 잉크로 찍힌 도장 형태를 이루기도 한다.

## 여권 사진 규정
여권은 그 나라의 여행자라는 사실을 증명하는 국제 신분증이기 때문에,
여권에 들어가는 사진은 이카오(국제 민간 항공 기구)측에서 정한 규정대로 촬영해야 하며, 그 규정이 까다로운 편이다.
과거의 여권 사진은 각 나라별로 사진 크기가 다 달라서 출입국 심사에 많은 시간이 걸렸다.
그래서 이카오(국제 민간 항공 기구) 측에서는 통합한 규정으로 여권 사진을 찍어야 한다는 지침을 내렸다.
그러므로 전 세계 국가 중 십중팔구가 본 규정을 준수하고 있다.

## ICAO규정 여권 사진

### 사진크기
- 가로 3.5cm, 세로 4.5cm인 천연색 상반신 정면 사진이어야 한다.
- 머리길이(정수리부터 턱까지)가 3.2~3.6cm 이어야 한다.
- 여권발급 신청일 전 6개월 이내 촬영된 컬러 사진이어야 한다(흑백사진은 사용불가).

### 품질·배경
- 일반 종이에 인쇄된 사진은 사용할 수 없으며, 인화지에 인화된 사진으로 표면이 균일하고 잉크자국이나 구겨짐 없이 선명해야 한다.
- 포토샵 등으로 수정한 사진은 적합하지 않다.
- 배경은 균일한 흰 색이어야 하고, 테두리가 없어야 한다.
- 다른사람 및 사물이 노출된 사진은 적합하지 않다.
- 인물과 배경에 그림자나 빛 반사가 없어야 한다.

### 얼굴방향·표정
- 얼굴과 어깨는 정면을 향해야 한다(측면포즈 불가)
- 입은 다물어야하며 웃거나 찡그리지 않은 자연스러운 표정(무표정)이어야 한다.
- 얼굴을 머리카락이나 장신구 등으로 가리면 안되고 얼굴 전체(이마부터 턱까지)가 나와야 한다.

### 눈동자·안경
- 눈은 정면을 바라보아야 한다.
- 머리카락, 안경테 등으로 눈을 가린 사진과 적목현상이 있는 사진은 적합하지 않다.
- 위장의 소지가 있는 유색의 미용렌즈, 렌즈에 색이 들어간 안경, 선글라스, 뿔테 안경은 적합하지 않다.
- 눈동자 및 안경 렌즈에 빛이 반사되지 않아야 한다.

### 의상·장신구
- 배경하고 구분이 되지 않는 흰색 옷은 적합하지 않다(연한색 의상을 착용한 경우 배경과 구분되면 사용 가능).
- 학생의 경우 교복 착용은 가능.
- 종교적 의상(승복, 수녀 등)은 일상 생활시 항상 착용하는 경우에 한해 허용되며, 얼굴전체(이마부터 턱까지)가 나와야 한다.
- 모자 등으로 머리를 가리면 안된다. 탈모 상태에 한해서만 가능.
- 목을 덮는 티셔츠, 스카프 등은 얼굴 전체 윤곽을 가리지 않으면 착용 가능.
- 귀걸이 등의 장신구를 착용하는 경우 빛이 반사되거나 얼굴 윤곽을 가리지 않아야 한다.
- 군복, 경찰복 등의 특정 복장은 외국 행사에 참여할 때 관용여권 신청시에만 착용 가능.

### 영아(24개월 이하)
- 모든 기준은 성인하고 동일.
- 장난감이나 인형, 보호자가 노출되지 않아야 한다.
- 입을 다물고 촬영하기 어려운 신생아의 경우, 입을 벌려 치아가 조금 보이는 것은 가능.

## 여권번호 의미
☆여권번호는 P(Passport) 와 M. S. R. O. D. T와 숫자로  합쳐진 조화로 되어 있다.
☆여권 번호에 나오는 알파벳의 숨은 의미.
- M : Multiple의 약자로 유효기간 내에 여러 차례 사용이 가능한 복수 여권을 의미. 이 여권을 가지고 있으면 여권 여행 횟수하고는 횟수하고 관계없이 여러 번 출입국이 가능하며, 주로 해외출장을 자주 다니는 사람들이 사용한다. 발급 수수료는 38,000원(48면), 35,000원(24면) .
- S : Single의 약자로  한 번만 사용 가능한 단수 여권으로, 외국여행을 할 때 1년 이내 단 한 번만 사용이 가능하다. 주로 대학생, 대학원 남학생 중 군복무를 하지 못 한 남자들이 주로 사용. 이것은 한국을 기준으로 한번만 출입국을 하고 나면 무효로 처리된다. 발급 수수료는 15,000원.
- R : Resident의 약자로 주로 거주여권을 의미한다. 이 여권은 외국에 오랫동안 외국 대학에서 유학하거나 외국 연구소에서 근무할 경우 사용되는 여권.
- O : Official의 약자로 관용여권을 의미한다. 이 여권은 군인 경찰 등 외국 행사에 참여 할 때 관복(군복, 경찰복)을 입고 외국에 나갈 경우 사용되는 여권.
- D : Diplomatic의 약자로 외교관 여권을 의미
- TC : Travel Certificate의 약자이며 여행 증명서를 의미.

- 여권은 로마자. 숫자로 가득 차지만 일정한 규칙이 있다.

대부분 우리가 사용하는 여권의 종류는 알파벳 P(Passport)와 위에서 이야기한 알파벳이 합쳐진 조합으로 만든다.
PM : 복수. PS : 단수. PR : 거주. PO : 관용. PD : 외교관. PT : 여행 증명서
그 밖의 성, 이름, 국적, 생년월일, 성별, 발급일, 기간 만료일, 발행 관청, 한글 설명에 필요한 비밀스러운 내용은 없다.
다만 여행 증명서 같은 경우는 목적지가 추가로 인쇄되어 있어 목적자가 기재되어 있는 나라가 아닌 다른 나라에 여행은 못가게 되어 있다.
◆기계 판독 영역이라는 말이 있다. 이 말은 말 그대로 출입국 심사를 받을 때 기계가 읽어내는 부분으로, 여러 가지 로마자, 숫자, 등이 가득하지만, 일정란 규칙으로 이루어져 있다.
- 참고할 점 : 간혹 '여권 사진 인증'이라고 여권번호, 생년월일, 주민등록 번호만 가리고 사진을 찍어 웹에 올리는 경우가 있다. 기계 판독 영역이 드러나면 여권번호하고 생년월일 등 대부분의 신상정보가 공개될 수도 있으니 함부로 '여권 인증'이라고 하면서 사진을 찍어 웹이 올리지 않도록 주의해야 한다.

## 나라별 여권

### 대한민국의 여권

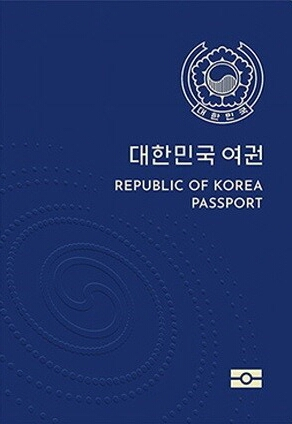
대한민국 여권

대한민국의 여권은 일반 여권(녹색), 공무원 등을 위한 관용 여권(황갈색), 외교관을 위한 외교 여권(남색)이 있다. 일반 여권은 다시 사용 제한에 따라 단수 여권과 복수 여권으로 나뉜다. 단수 여권(Single Passport)은 유효기간이 1년으로, 기간 내에 1회에 한해 출국할 수 있다. 복수 여권(Multiple Passport)은 기간 내에 횟수 제한 없이 외국 여행을 할 수 있으며, 유효기간은 5년, 10년의 두 종류가 있다. 2021년부터 발급될 신형 여권표지는 일반용(파란색), 관용(회색), 외교관(빨간색)이다.

#### 신원정보면의 항목
대한민국 여권의 경우, 1990년대 초반까지는 소지인의 신장(키)에 대한 정보가 있었으나 삭제되었고, 소지인의 영문 성명을 한 줄에 이름과 성 순으로 표기하였으나, 성과 이름을 따로 표기하는 방식으로 변경되었다. 또한 여권번호는 초기에 7자리였으나, 발급 지역의 약호를 의미하는 알파벳 2자리가 추가되어 총 9자리로 만들어지게 되었으며, 전자여권 발급 시부터는 여권번호 상에서 발급 지역의 구분이 없어지게 되었다. 일반 여권은 주민등록지에 상관없이 모든 구청과 광역시청, 도청 등에서 신청할 수 있다. 국제민간항공기구(ICAO)의 권고에 의해 2008년 8월부터는 신원정보면의 내용을 칩에 한번 더 넣어 보안성을 강화한 전자여권을 도입하였다. 전자여권 발행 전 새 전자여권의 디자인을 공모해 우수작을 발표키도 했다. 그러나 이 새로 선정된 디자인은 기술적인 문제 등으로 인해 사용하지 못하게 되었다. 전자여권은 2008년 8월부터 사용되고 있다. 대한민국 여권에는 대한민국의 국장이 그려져있으며, 공식국가명은 Republic of Korea로 쓰며, 3자리 약어는 KOR이다.

#### 여권 안의 기재사항
여권 안의 신원정보면에는 다음과 같은 인적정보가 기재되어 있다.
- 여권 번호 (9자리로 구성되어 있음)
- 여권 종류 (단수 또는 복수 여권 여부)
- 발행국
- 한글 성명
- 영문 성명
- 국적
- 생년월일
- 성별
- 발급일
- 발행 관청
- 기간 만료일

#### 필요 서류
(일반 여권의 경우)
- 신청서 1부
- 신분증
- 여권용 사진 1장
- (병역 의무자에 한해) 병역관계서류
- 미성년자인 경우 법정대리인(부모님) 신분증

- 여권 정보 안내 홈페이지

### 이스라엘의 여권
레바논, 리비아, 말레이시아, 방글라데시, 브루나이, 사우디아라비아, 수단, 시리아, 아랍에미리트, 알제리, 예멘, 이라크, 이란, 지부티, 쿠웨이트, 파키스탄은 이스라엘 여권 소지자의 입국을 금지하고 있다.

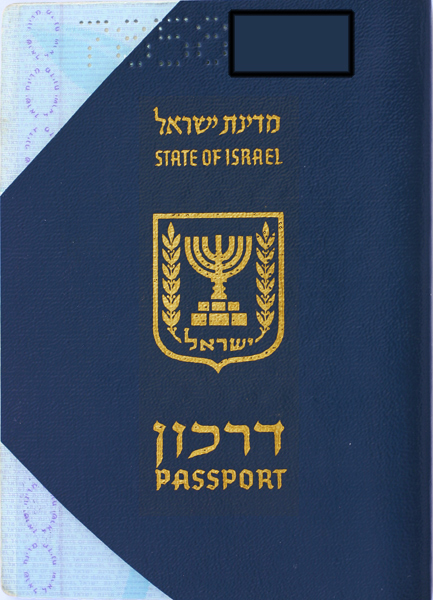
이스라엘 여권

### 일본의 여권
일본의 여권의 유효 기한은 5년용(청색)과 10년용(적색)의 2종류가 있으며, 표지에는 국화 문장이 인쇄되어 있다. 일반용 외에 공무로 외국에 가는 국가 공무원용의 공용 여권과 외교단이나 외교관용의 외교 여권이 있다.
1995년(헤이세이 7년) 11월 법개정에 의해, 10년짜리 여권도 발행되게 되었다. 다만, 미성년자의 경우는 '성장으로 인한 외모의 변화가 매우 심하다.'는 이유로, 5년간의 여권만이 취득 가능하다.
1878년 2월 20일에 법령상 ‘해외 여권 규칙’이 제정되면서 처음으로 '여권'이라는 단어가 사용되었고, 이 날로부터 120년이 되는 1998년에 이를 기념하면서 매년 2월 20일을 '여권의 날'로 삼고 있다.
주민표가 있는 도도부현의 여권 창구에서 신청 한다. 필요한 것은,
- 신청 용지(창구에 있다)
- 호적 등(초)본(戶籍謄(抄)本)
- 주민표(住民票)
- 증명사진(3.5cm×4.5cm)
- 엽서(행선지는 주민표 기재의 주소)
- 신분 증명증(운전 면허증 등)

이며, 미성년자에 한해 친권자의 동의가 필요하다.

### 유럽 연합의 여권

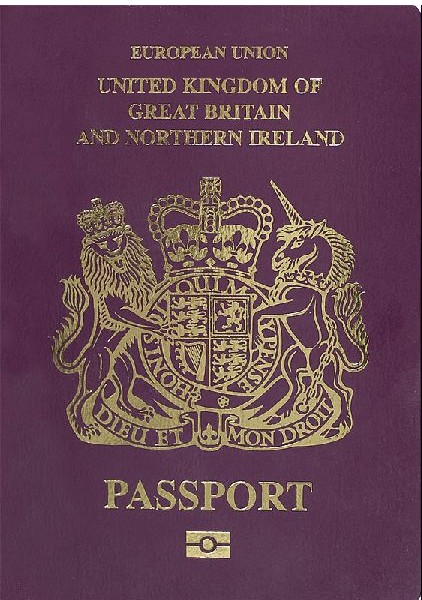
영국 여권의 첫 페이지. 유럽연합 소속의 국가임을 나타내는 말과, 나라 이름이 유럽연합의 각 공식 언어로 나타나 있다.

유럽 연합 국가의 여권은 그림과 같은 공통적인 첫 페이지가 있다.

### 중국의 여권
중화민국과 중화인민공화국은 상대방 정부가 발급한 여권의 효력을 인정하지 않는다. 중화민국 국민이 중화인민공화국에 입국할 때는 '대만거민왕래대륙통행증(zh:台灣居民來往大陸通行證, en:Taiwan Compatriot Entry Permit)'이, 중화인민공화국 국민이 중화민국에 입국할 때는 '대륙지구인민진입대만지구여행증(zh:大陸地區人民進入台灣地區旅行證)'이 필요하다.

## 같이 보기
- 여권 목록
- 사증(비자)
- 대한민국 사증
- 사증 면제 프로그램(VWP)
- 여행허가전자시스템(ESTA)
- 생체인증 여권(전자 여권)
- 기계인식 여권(MRP, machine-readable passport)